# Список выпусков телепередачи Top Gear
Здесь размещён список эпизодов всех сезонов телешоу Top Gear начиная с 2002 года, когда шоу изменило свой формат.

## Обзор сезонов
| Сезон | Серии | Серии | Даты показа     | Даты показа     | Даты показа | Зрители (UK) (млн.) |
| Сезон | Серии | Серии | Первая серия    | Последняя серия | Канал       | Зрители (UK) (млн.) |
| ----- | ----- | ----- | --------------- | --------------- | ----------- | ------------------- |
| 1     | 10    | 10    | 20 октября 2002 | 29 декабря 2002 | BBC Two     | 3,30                |
| 2     | 10    | 10    | 11 мая 2003     | 20 июля 2003    | BBC Two     | 3,16                |
| 3     | 9     | 9     | 26 октября 2003 | 28 декабря 2003 | BBC Two     | 4,03                |
| 4     | 10    | 10    | 9 мая 2004      | 1 августа 2004  | BBC Two     | 3,48                |
| 5     | 9     | 9     | 24 октября 2004 | 26 декабря 2004 | BBC Two     | 4,15                |
| 6     | 11    | 11    | 22 мая 2005     | 7 августа 2005  | BBC Two     | 4,21                |
| 7     | 7     | 7     | 13 ноября 2005  | 12 февраля 2006 | BBC Two     | 4,61                |
| 8     | 8     | 8     | 7 мая 2006      | 30 июля 2006    | BBC Two     | 4,45                |
| 9     | 6     | 6     | 28 января 2007  | 4 марта 2007    | BBC Two     | 7,45                |
| СП    | 1     | 1     | 25 июля 2007    | 25 июля 2007    | BBC Two     | 4,50                |
| 10    | 10    | 10    | 7 октября 2007  | 23 декабря 2007 | BBC Two     | 7,01                |
| 11    | 6     | 6     | 22 июня 2008    | 27 июля 2008    | BBC Two     | 5,94                |
| 12    | 8     | 8     | 2 ноября 2008   | 28 декабря 2008 | BBC Two     | 7,32                |
| 13    | 7     | 7     | 21 июня 2009    | 2 августа 2009  | BBC Two     | 7,17                |
| 14    | 7     | 7     | 15 ноября 2009  | 3 января 2010   | BBC Two     | 6,69                |
| 15    | 6     | 6     | 27 июня 2010    | 1 августа 2010  | BBC Two     | 6,25                |
| 16    | 8     | 8     | 21 декабря 2010 | 27 февраля 2011 | BBC Two     | 7,19                |
| 17    | 6     | 6     | 26 июня 2011    | 31 июля 2011    | BBC Two     | 6,42                |
| 18    | 8     | 8     | 28 декабря 2011 | 11 марта 2012   | BBC Two     | 6,07                |
| 19    | 7     | 7     | 27 января 2013  | 10 марта 2013   | BBC Two     | 6,58                |
| 20    | 6     | 6     | 30 июня 2013    | 4 августа 2013  | BBC Two     | 5,31                |
| 21    | 7     | 7     | 2 февраля 2014  | 16 марта 2014   | BBC Two     | 6,49                |
| 22    | 10    | 10    | 27 декабря 2014 | 28 июня 2015    | BBC Two     | 6,49                |
| СП    | 2     | 2     | 26 декабря 2015 | 30 декабря 2015 | BBC Two     | 1,79                |
| 23    | 6     | 6     | 29 мая 2016     | 3 июля 2016     | BBC Two     | 3,89                |
| 24    | 7     | 7     | 5 марта 2017    | 23 апреля 2017  | BBC Two     | 3,15                |
| 25    | 6     | 6     | 25 февраля 2018 | 1 апреля 2018   | BBC Two     | 3,11                |
| 26    | 5     | 5     | 17 февраля 2019 | 17 марта 2019   | BBC Two     | 2,35                |
| 27    | 5     | 5     | 16 июня 2019    | 14 июля 2019    | BBC Two     | 4,46                |
| 28    | 7     | 7     | 29 декабря 2019 | 1 марта 2020    | BBC Two     | 4,76                |
| 29    | 5     | 5     | 4 октября 2020  | 1 ноября 2020   | BBC One     | 5,68                |
| 30    | 4     | 4     | 14 марта 2021   | 4 апреля 2021   | BBC One     | 6,42                |
| 31    | 6     | 6     | 14 ноября 2021  | 24 декабря 2021 | BBC One     | 5,72                |
| 32    | 5     | 5     | 5 июня 2022     | 3 июля 2022     | BBC One     | 3,93                |
| 33    | 5     | 5     | 30 октября 2022 | 18 декабря 2022 | BBC One     | 4,39                |

## Список эпизодов

### Первый сезон (2002)
| № общий | № в сезоне | Обзоры | Испытания/Главные сюжеты                                      | Гость(и)              | Дата премьеры   | Зрители UK (млн) |
| ------- | ---------- | --- | ------------------------------------------------------------- | --------------------- | --------------- | ---------------- |
| 1       | 1          | «Citroën Berlingo Multispace • Pagani Zonda • Lamborghini Murciélago • Mazda6»                                                                         | Машина на растительном масле • Камеры контроля скорости       | Гарри Энфилд          | 20 октября 2002 | 2,43             |
| 2       | 2          | «Ford Focus RS • Noble M12 GTO • Ford Escort RS1800»                                                                                                   | Сколько мотоциклов может перепрыгнуть двухэтажный автобус     | Джей Кей              | 27 октября 2002 | 3,54             |
| 3       | 3          | «Mini One • Toyota Yaris Verso • Citroën DS • Aston Martin DB7 • Westfield XTR2»                                                                       | Бабушки пекут пончики на Honda S2000                          | Росс Кемп             | 3 ноября 2002   | 3,30             |
| 4       | 4          | «Aston Martin Vanquish • Ferrari 575M Maranello • Ford Mondeo • Toyota Avensis • Jaguar X-Type • Mercedes-Benz C-Class • BMW 3 Series • Honda Accord)» | Олимпийские игры среднего уровня                              | Стив Куган            | 10 ноября 2002  | 2,90             |
| 5       | 5          | «Mercedes-Benz S-Class • Audi A8 • Maybach 62 • Bentley Arnage»                                                                                        | Бюджетная машина Бонда                                        | Джонатан Росс         | 17 ноября 2002  | 3,43             |
| 6       | 6          | «Renault Vel Satis • BMW Z4 • Mercedes-Benz SL55 AMG»                                                                                                  | Бабушки паркуют Mini c помощью ручного (стояночного) тормоза. | Тара Палмер-Томкинсон | 24 ноября 2002  | 3,10             |
| 7       | 7          | «Saab 9-3 • Lotus Elise 111S» | Гонка религий 1                                               | Рик Парфит            | 1 декабря 2002  | 3,61             |
| 8       | 8          | «Audi RS6 • Mercedes-Benz E55 AMG • Ford Fiesta • Citroën C3 • Honda Jazz • Nissan Micra • MG ZR • Maserati Coupé»                                     | Lada Riva, модифицированная инженерами Lotus.                 | сэр Майкл Гэмбон      | 8 декабря 2002  | 3,43             |
| 9       | 9          | «Renault Espace • Toyota Land Cruiser • Volvo XC90) • Subaru Forester • Volkswagen Golf R32»                                                           | Разбираем Jaguar XJS                                          | Гордон Рамзи          | 22 декабря 2002 | 3,67             |
| 10      | 10         | «Toyota Land Cruiser • BMW X5 • Jeep Wrangler • Range Rover • Lotus Esprit • TVR T350C»                                                                | Гонка религий 2                                               | —                     | 29 декабря 2002 | 3,59             |

### Второй сезон (2003)
| № общий | № в сезоне | Обзоры | Испытания/Главные сюжеты                                                     | Гость(и)          | Дата премьеры | Зрители UK (млн) |
| ------- | ---------- | --- | ---------------------------------------------------------------------------- | ----------------- | ------------- | ---------------- |
| 11      | 1          | «Smart Roadster • Bowler Wildcat • Bentley T2 • McLaren F1» | Реактивный двигатель дрэгстера испепеляет Nissan Sunny                       | Винни Джонс       | 11 мая 2003   | 3,15             |
| 12      | 2          | «Rolls-Royce Phantom • Rover P5 • BMW M3 • Audi S4 • Jaguar E-Type» | Самая быстрая политическая партия                                            | Джейми Оливер     | 18 мая 2003   | 3,28             |
| 13      | 3          | «Volkswagen Touareg • Lexus SC430 • Hyundai Coupe • BMW Z8 • Perodua Kelisa • Ford Mustang»                                                                                | Страна c самыми быстрыми суперкарами                                         | Дэвид Соул        | 25 мая 2003   | 2,98             |
| 14      | 4          | «Jaguar R Coupe • Jaguar Mk II • Mark 3 Jaguar XJR • Jaguar XKR-R • Aston Martin DB7 GT • Black Cab (Austin FX4)»                                                          | Как далеко вы сможете уехать на Jaguar XJR Mark 3, пока вам не станет скучно | Борис Джонсон     | 1 июня 2003   | 3,23             |
| 15      | 5          | «Porsche 911 Turbo • Ford Street Ka • Triumph TR6 • Renault Clio V6 • Land Rover»                                                                                          | Экипаж механиков против женшщин готовящихся к вечеринке                      | Энн Робинсон      | 8 июня 2003   | 3,33             |
| 16      | 6          | «Subaru Impreza WRX STI • Mitsubishi Lancer Evolution VIII • Vauxhall VX220 Turbo • Peugeot 206 GTI • Fiat 500»                                                            | Самый быстрый автоприцеп                                                     | Ричард Уайтли     | 15 июня 2003  | 2,46             |
| 17      | 7          | «Koenigsegg CC8S • Renault Mégane • Hummer H1 • Hummer H2 • Rolls-Royce Silver Cloud»                                                                                      | Краш-тест Renault Megane с живым водителем                                   | Нил Морриси       | 22 июня 2003  | 3,61             |
| 18      | 8          | «Nissan 350Z • Alfa Romeo 147 GTA • Citroën DS • Citroën C3 Pluriel • Mercedes-Benz CLK500 Convertible • Audi A4 Cabriolet • Daihatsu Copen • Volkswagen Beetle Cabriolet» | Гонка властелинов вселенной                                                  | Джоди Кид         | 6 июля 2003   | 3,76             |
| 19      | 9          | «Vandenbrink Carver • Volvo S60 R • GM HyWire • Audi Quattro Самый быстрый автоприцеп»                                                                                     | Вождение Vauxhall Signum с заднего сидения                                   | сэр Патрик Стюарт | 13 июля 2003  | 2,91             |
| 20      | 10         | «TVR T350C • Overfinch Range Rover • Cadillac Sixteen • Volkswagen Phaeton»                                                                                                | Самый быстрый водитель с ограниченными возможностями                         | Алан Дейвис       | 20 июля 2003  | 2,92             |

### Третий сезон (2003)
| № общий | № в сезоне | Обзоры | Испытания/Главные сюжеты | Гость(и)        | Дата премьеры   | Зрители UK (млн) |
| ------- | ---------- | --- | --- | --------------- | --------------- | ---------------- |
| 21      | 1          | «Ford GT • BMW 5 Series • Porsche 911 GT3»                                                                      | Может ли дизельный Volkswagen Lupo проехать большее расстояние на галлон топлива чем бензиновый? Стиг пытается развить скорость 160 км/ч на авианосце. | Мартин Кемп     | 26 октября 2003 | 3,32             |
| 22      | 2          | «BMW M3 CSL • BMW M1 • BMW M3 • BMW M5»                                                                         | Volvo 240 против 5 домов на колесах. Прощание со старым Стигом и представление нового                                                                  | Стивен Фрай     | 2 ноября 2003   | 3,41             |
| 23      | 3          | «Bentley Continental GT • Subaru Legacy Outback»                                                                | Saab 9-5 против BAE Sea Harrier. Ричард выясняет что надо делать если машина тонет.                                                                    | Роб Брайдон     | 9 ноября 2003   | 4,02             |
| 24      | 4          | «Lamborghini Miura • Lamborghini Countach • Mini Cooper S Works • Lamborghini Gallardo»                         | Lamborghini - ставшие классикой и новые модели | Рич Холл        | 16 ноября 2003  | 4,59             |
| 25      | 5          | «Mazda RX-8 • Fiat Panda»                                                                                       | Испытание на прочность Toyota Hilux. Тест париков | Саймон Коуэлл   | 23 ноября 2003  | 4,80             |
| 26      | 6          | «Citroën C2 • Renault Mégane CC • Peugeot 307 CC • Aston Martin V8 Vantage (1977) • Holden Monaro»              | Испытание на прочность Toyota Hilux, Часть 2 | Санжив Бхаскар  | 7 декабря 2003  | 5,40             |
| 27      | 7          | «MG XPower SV • Porsche Cayenne Turbo • Mercedes-Benz SLR McLaren»                                              | Какой профессор может сжечь резину? Ведущие ищут лучший английский автомобиль                                                                          | Рори Бремнер    | 14 декабря 2003 | 3,35             |
| 28      | 8          | «Mercedes-Benz 280SL • Nissan Micra • Aston Martin Lagonda • Audi TT»                                           | Top Gear пытается узнать какие автомобили лучше - старые или новые                                                                                     | Джонни Вегас    | 21 декабря 2003 | 3,15             |
| 29      | 9          | «Chrysler Crossfire • Smart Roadster (Brabus V6 Bi-Turbo) • Jaguar XJ6 • Honda Civic Type R • Honda NSX Type R» | Top Gear Awards 2003 | Кэрол Вордерман | 28 декабря 2003 | 4,24             |

### Четвёртый сезон (2004)
| № общий | № в сезоне | Обзоры | Испытания/Главные сюжеты                                                  | Гость(и)                       | Дата премьеры  | Зрители UK (млн) |
| ------- | ---------- | --- | ------------------------------------------------------------------------- | ------------------------------ | -------------- | ---------------- |
| 30      | 1          | «Lotus Exige • Rover CityRover • Aston Martin DB9» | Поезд против Aston Martin DB9 • "Апач" против Lotus Exige                 | Фэй Рипли                      | 9 мая 2004     | 3,28             |
| 31      | 2          | «Mercedes-Benz SLR McLaren • Alfa Romeo 166 • Cadillac Escalade • Ford FAB-1» | Может ли монахиня проехать на Monster Truck?                              | Пол МакКенна                   | 16 мая 2004    | 3,31             |
| 32      | 3          | «Porsche 911 GT3 RS • Ferrari 360 Challenge Stradale • 1968 Dodge Charger 440 R/T» | Автомобили на ходу за £100                                                | Джордан                        | 23 мая 2004    | 3,36             |
| 33      | 4          | «Porsche Carrera GT • Audi A8 4,0 TDI • Ford SportKa» | Игра в дартс автомобилями • Дизель V8 Audi A8 в испытании на выносливость | Ронни О’Салливан               | 30 мая 2004    | 3,24             |
| 34      | 5          | «MG ZT 260 • Vauxhall Astra • Mazda3 • Volkswagen Golf» | Хаммонд в VW Golf V под ударами искусственной молнии                      | Джонни Воган • Дениз Ван Оутен | 6 июня 2004    | 3,39             |
| 35      | 6          | «Renault Clio RenaultSport • Jaguar XJS • Cadillac CTS • Nissan Cube» | Может ли машина ездить на коровьем навозе?                                | Тэрри Воган                    | 13 июня 2004   | 3,19             |
| 36      | 7          | «Spyker C8 Spyder • Mercedes-Benz CL 65 AMG» | Хаммонд и Мэй в качестве таксистов                                        | Лайонел Ричи                   | 11 июля 2004   | 3,47             |
| 37      | 8          | «Ford GT • Maserati Quattroporte» | Автомобили против самолетного двигателя                                   | Мартин Клунс                   | 18 июля 2004   | 4,01             |
| 38      | 9          | «Mazda MX-5 • Toyota MR2 • Fiat Barchetta • Mercedes-Benz SL600) • Convertibles: (MiniCooper Cabriolet • Vauxhall Tigra • Mercedes-Benz SLK350 • Audi S4 Cabriolet • Jaguar X-Type Estate» | Можно ли приземлиться с парашютом на движущуюся машину?                   | сэр Ранульф Файнес             | 25 июля 2004   | 4,01             |
| 39      | 10         | «Volvo V50 • Peugeot 407 • BMW X3 • Chevrolet Corvette» | Хорош ли Peugeot 407 как пейс-кар?                                        | Патрик Килти                   | 1 августа 2004 | 3,54             |

### Пятый сезон (2004)
| № общий | № в сезоне | Обзоры | Испытания/Главные сюжеты | Гость(и)                           | Дата премьеры   | Зрители UK (млн) |
| ------- | ---------- | --- | --- | ---------------------------------- | --------------- | ---------------- |
| 40      | 1          | «Porsche 911 Carrera S» | Кларксон ест свои волосы | Билл Бэйли                         | 24 октября 2004 | 3,35             |
| 41      | 2          | «Ford Focus • Vauxhall Astra • Volkswagen Golf • Enzo Ferrari • Jaguar XJ220 • Pagani Zonda • Ferrari F40 • McLaren F1 • Porsche Carrera GT» | Скейтбордер против раллийной машины | Джери Халлиуэлл                    | 31 октября 2004 | 3,81             |
| 42      | 3          | «Dodge Viper SRT-10» | Land Rover Discovery в Шотландии • Самая безумная машина | Джоанна Ламли                      | 7 ноября 2004   | 4,41             |
| 43      | 4          | «Pagani Zonda S Roadster • Aston Martin Vanquish S • Ferrari 575M Maranello»                                                                 | 24 часа в Smart Forfour | Джимми Карр • Стив Куган           | 14 ноября 2004  | 4,44             |
| 44      | 5          | «Morgan Aero 8 GTN • Mercedes-Benz 300SL» | Гоночный чемпионат минивэнов • Джереми пробует проехать на дизельной машине за 10 минут по Нюрбургрингу                                                                                  | Кристиан Слейтер • Сабина Шмиц     | 21 ноября 2004  | 4,69             |
| 45      | 6          | «Volkswagen Golf V GTI» | Какой Porsche можно купить за £1500? | Клифф Ричард • Билли Бакстер       | 5 декабря 2004  | 4,87             |
| 46      | 7          | «Toyota Prius • Ford Mustang • Mitsubishi Lancer Evolution VIII MR FQ400»                                                                    | Какой родстер лучше? • Top Gear Awards 2004 | Роджер Долтри                      | 12 декабря 2004 | 3,39             |
| 47      | 8          | «Ferrari 612 Scaglietti» | Гонка в Вербье (Ferrari 612 Scaglietti против самолета) • Современные серийные машины против гоночных старых • Evo против бобслея Стиг устанавливает рекорд - 0.59 на треке в Renault F1 | Эдди Иззард                        | 19 декабря 2004 | 5,06             |
| 48      | 9          | «Ariel Atom • BMW 1 Series • Mercedes-Benz G55 AMG»                                                                                          | Ведущие ищут "жемчужину" среди автомобилей Тихоокеанского региона | Тринни Вудолл • Сюзанна Константин | 26 декабря 2004 | 3,30             |

### Шестой сезон (2005)
| № общий | № в сезоне | Обзоры | Испытания/Главные сюжеты | Гость(и)                      | Дата премьеры  | Зрители UK (млн) |
| ------- | ---------- | --- | --- | ----------------------------- | -------------- | ---------------- |
| 49      | 1          | «Mercedes-Benz CLS55 AMG • Honda Element • Toyota Aygo • Range Rover Sport»                                            | Футбол на Toyota Aygo Range Rover Sport против танка Челленджер 2                                                                                     | Джеймс Несбитт                | 22 мая 2005    | 4,51             |
| 50      | 2          | «Двухдверное купе стоимостью менее £1,500, не Porsche»                                                                 | Джек Ди | 29 мая 2005                   | 3,67           |                  |
| 51      | 3          | «Aston Martin DB9 Volante • Maserati Bora • Wiesmann MF 3 • TVR Tuscan»                                                | Кларксон пытается открыть общественный бассейн в Rolls-Royce                                                                                          | Кристофер Экклстон            | 12 июня 2005   | 3,96             |
| 52      | 4          | «Cadillac CTS-V • BMW 320d»                                                                                            | Матери ведущих помогают оценить машины • Может ли лимузин перепрыгнуть через свадебную вечеринку?                                                     | Омид Джалили                  | 19 июня 2005   | 3,45             |
| 53      | 5          | «Aston Martin DB5 • Jaguar E-Type • Nissan Murano • Maserati GranSport • Porsche Boxster S • Mercedes-Benz SLK 55 AMG» | Джереми Кларксона расстреливают в упор | Деймон Хилл                   | 26 июня 2005   | 3,66             |
| 54      | 6          | «Mercedes-Benz SLR McLaren»                                                                                            | Гонка: Mercedes-Benz SLR McLaren и лодка | Дэвид Димблби                 | 3 июля 2005    | 4,55             |
| 55      | 7          | «TVR Sagaris • Fiat Panda»                                                                                             | Fiat Panda против бегуна марафонца • Сабина Шмиц пытается проехать на фургоне Ford Transit за 10:00 по Нюрбургрингу                                   | Джастин Хоукинс • Сабина Шмиц | 10 июля 2005   | 3,75             |
| 56      | 8          | «Ferrari F430» | Кабриолет версии существующих купе в Исландии | Тим Райс                      | 17 июля 2005   | 4,10             |
| 57      | 9          | «BMW M5 • (Vauxhall Astra VXR • Renault Mégane Sport • Volkswagen Golf GTI»                                            | Хаммонд и Мэй играют в "Дорожную версию Русской рулетки" • Попытка установить мировой рекорд по количеству переворотов автомобиля на высокой скорости | Крис Эванс                    | 24 июля 2005   | 5,18             |
| 58      | 10         | «BMW 535d • Bentley Continental Flying Spur»                                                                           | Езда по озеру в Исландии • Загородные игры Top Gear                                                                                                   | Давина МакКолл • Марк Уэббер  | 31 июля 2005   | 4,92             |
| 59      | 11         | «Ford F150 SVT Lightning • Vauxhall Monaro VXR • Lamborghini Murciélago Roadster»                                      | Воссоздание темы Top Gear при помощи ДВС | Тимоти Сполл                  | 7 августа 2005 | 4,58             |

### Седьмой сезон (2005–06)
| № общий | № в сезоне | Обзоры                                                    | Испытания/Главные сюжеты                                                                | Гость(и)                     | Дата премьеры   | Зрители UK (млн) |
| ------- | ---------- | --------------------------------------------------------- | --------------------------------------------------------------------------------------- | ---------------------------- | --------------- | ---------------- |
| 60      | 1          | «Ascari KZ1»                                              | Сравнение автомобилей на острове Мэн                                                    | Тревор Ив                    | 13 ноября 2005  | 3,74             |
| 61      | 2          | «Porsche Cayman S • Audi RS4»                             | Радиоуправляемые машины • Audi RS4 против альпинистов                                   | Иан Райт                     | 20 ноября 2005  | 4,48             |
| 62      | 3          | «Ford Focus ST»                                           | Путешествие на суперкарах к мосту Виадук Мийо                                           | Стивен Лейдимэн              | 27 ноября 2005  | 4,61             |
| 63      | 4          | «Pagani Zonda F • Renault Clio»                           | Итальянские среднемоторные суперкары менее чем за £10,000                               | дама Эллен МакАртур          | 4 декабря 2005  | 4,88             |
| 64      | 5          | «Marcos TSO • Bugatti Veyron»                             | Bugatti Veyron против частного самолета, управляемого "Капитаном Улиткой"               | Найджел Мэнселл              | 11 декабря 2005 | 4,76             |
| 65      | 6          | «Volkswagen Golf R32 • BMW 130i • Mazda MX-5 • Honda NSX» | Можно ли пройти круг на настоящем гоночном треке за то же время, что и в Gran Turismo 4 | Дэвид Уоллиамс • Джимми Карр | 27 декабря 2005 | 4,52             |
| 66      | —          | «Отсутствуют - Специальный эпизод»                        | Зимние Олимпийские игры Top Gear                                                        | —                            | 12 февраля 2006 | 5,22             |

### Восьмой сезон (2006)
| № общий | № в сезоне | Обзоры | Испытания/Главные сюжеты                                      | Гость(и)                                                                                              | Дата премьеры | Зрители UK (млн) |
| ------- | ---------- | --- | ------------------------------------------------------------- | --- | ------------- | ---------------- |
| 67      | 1          | «Koenigsegg CCX • Honda Civic • Nissan Micra C+C»                                                                                 | Кабриолет из минивэна                                         | Джеймс Хьюитт • Алан Дейвис • Тревор Ив • Джимми Карр • Джастин Хоукинс • Рик Уэйкман • Лес Фердинанд | 7 мая 2006    | 4,75             |
| 68      | 2          | «Chevrolet Corvette Z06 • Jaguar XK • Mercedes-Benz SL 350 • BMW 650i»                                                            | Каяк против внедорожника в Исландии Ведущие Top Gear на радио | Гордон Рамзи                                                                                          | 14 мая 2006   | 4,47             |
| 69      | 3          | «Lotus Exige S» | Автомобили-амфибии                                            | Филип Гленистер                                                                                       | 21 мая 2006   | 4,75             |
| 70      | 4          | «BMW Z4 M • Porsche Boxster S • Mercedes-Benz S500 • Porsche Cayenne Turbo S»                                                     | Коттедж из мерседеса. Хаммонд против человека-белки           | Юэн Макгрегор                                                                                         | 28 мая 2006   | 3,83             |
| 71      | 5          | «Prodrive P2 • Citroën C6» | Игра в футбол на Toyota Aygo и Volkswagen Fox                 | Майкл Гэмбон                                                                                          | 4 июня 2006   | 5,01             |
| 72      | 6          | «Ford Mondeo ST220 • Mazda 6 MPS • Vauxhall Vectra VXR»                                                                           | Выходные в доме на колесах Рекорд скорости в помещении        | Брайан Кокс                                                                                           | 16 июля 2006  | 3,66             |
| 73      | 7          | «Lamborghini Gallardo Spyder • Peugeot 207 1,6L Diesel • Ford S-Max 2,5L 200 PS • Mercedes-Benz B200 Turbo • Vauxhall Zafira VXR» | Ведущие собирают Caterham 7                                   | Стив Куган                                                                                            | 23 июля 2006  | 3,89             |
| 74      | 8          | «Noble M15» | Испытания фургонов                                            | Дженсон Баттон • Рей Уинстон                                                                          | 30 июля 2006  | 5,27             |

### Девятый сезон (2007)
| № общий | № в сезоне | Обзоры                                                                            | Испытания/Главные сюжеты                                                                                            | Гость(и)                                     | Дата премьеры   | Зрители UK (млн) |
| ------- | ---------- | --------------------------------------------------------------------------------- | --- | -------------------------------------------- | --------------- | ---------------- |
| 75      | 1          | «Jaguar XKR • Aston Martin V8 Vantage»                                            | Почему дорожные работы ведутся так долго?! "Смена покрытия на дороге B5481" • Авария Хаммонда на Vampire            | Джейми Оливер                                | 28 января 2007  | 8,13             |
| 76      | 2          | «Отсутствуют»                                                                     | Джеймс Мэй разгоняет Bugatti Veyron до максимальной скорости                                                        | Хью Грант                                    | 4 февраля 2007  | 7,20             |
| 77      | 3          | «Отсутствуют – США. Специальный выпуск»                                           | Американское дорожное приключение. Можно ли купить машину на выходные дешевле, чем взять в прокат?                  | —                                            | 11 февраля 2007 | 6,18             |
| 78      | 4          | «Родстер Brabus S Biturbo (на основе Mercedes-Benz SL65 AMG) • Porsche 911 Turbo» | Reliant Robin космический шатл                                                                                      | Саймон Пегг                                  | 18 февраля 2007 | 7,51             |
| 79      | 5          | «Lamborghini Murciélago LP640»                                                    | Локомотив врезается в Renault Espace • Сравнение тракторов - смогут ли парни "вырастить" биотопливо самостоятельно? | Кристин Скотт Томас                          | 25 февраля 2007 | 7,58             |
| 80      | 6          | «Shelby Mustang GT500»                                                            | Сделать лимузин из обычного авто?! Реально!                                                                         | Билли Пайпер • Крис Мойлс • Джамелия • Лемар | 4 марта 2007    | 8,12             |

### Специальный эпизод (2007)
| № общий | № в сезоне | Название                         | Испытания/Главные сюжеты                      | Дата премьеры | Зрители UK (млн) |
| ------- | ---------- | -------------------------------- | --------------------------------------------- | ------------- | ---------------- |
| 81      | —          | «Наперегонки к Северному полюсу» | Наперегонки к Северному полюсу (Toyota Hilux) | 25 июля 2007  | 4,50             |

### Десятый сезон (2007)
| № общий | № в сезоне | Обзоры                                                                                | Испытания/Главные сюжеты | Гость(и)                                                | Дата премьеры   | Зрители UK (млн) |
| ------- | ---------- | ------------------------------------------------------------------------------------- | --- | ------------------------------------------------------- | --------------- | ---------------- |
| 82      | 1          | «Volkswagen Golf GTI W12»                                                             | Ведущие отправляются на поиски самой лучшей дороги Европы на Porsche 911 GT3 RS, Aston Martin V8 Vantage N24 и Lamborghini Gallardo Superleggera | Хелен Миррен                                            | 7 октября 2007  | 6,27             |
| 83      | 2          | «Audi R8 • Porsche 911 Carrera S»                                                     | Автомобили амфибии II | Джулс Холланд                                           | 14 октября 2007 | 5,53             |
| 84      | 3          | «Ferrari 599 GTB Fiorano • Ferrari 275 GTS • Rolls-Royce Phantom Drophead Coupé»      | Bugatti Veyron vs Eurofighter Typhoon • Джереми ездит на самой маленькой машине в мире.                                                          | Ронни Вуд • Фиона Брюс • Дермот Мёрнахан • Джон Хамфрис | 28 октября 2007 | 6,73             |
| 85      | 4          | «Отсутствуют – Ботсвана. Специальный выпуск»                                          | Выживание в Африке. Пересечь Ботсвану и не погибнуть.                                                                                            | —                                                       | 4 ноября 2007   | 6,84             |
| 86      | 5          | «Caparo T1 • Aston Martin V8 Vantage Roadster • Mercedes-Benz GL500»                  | Mercedes-Benz GL 500 против скоростного катера, велосипеда, общественного транспорта. Гонка через весь Лондон                                    | Саймон Коуэлл                                           | 11 ноября 2007  | 7,74             |
| 87      | 6          | «Honda Civic Type R • Mercedes-Benz E63 AMG Estate • BMW M5 Touring • Alfa Romeo 159» | Гонки в домах на колесах | Лоуренс Даллаглио                                       | 18 ноября 2007  | 7,24             |
| 88      | 7          | «Aston Martin DBS»                                                                    | Британские автомобили за £1,200 | Дженнифер Сондерс                                       | 25 ноября 2007  | 6,86             |
| 89      | 8          | «Vauxhall VXR8»                                                                       | Способен ли Хаммонд проехать 2 круга в болиде Формулы-1 Renault R25 • Первая машина с традиционным управлением                                   | Джеймс Блант • Льюис Хэмилтон                           | 2 декабря 2007  | 8,35             |
| 90      | 9          | «Daihatsu Materia • Ascari A10 • Fiat 500»                                            | Britcar 24-х часовая гонка на выносливость в BMW 330d • Гонка по Будапешту: Fiat Nuova 500 против BMX                                            | Кит Аллен                                               | 9 декабря 2007  | 7,38             |
| 91      | 10         | «Jaguar XF (X250)»                                                                    | Выбор лучшего немецкого «горячего» седана: BMW M3, Mercedes-Benz C63 AMG и Audi RS4 • Top Gear Awards 2007                                       | Дэвид Теннант                                           | 23 декабря 2007 | 7,15             |

### Одиннадцатый сезон (2008)
| № общий | № в сезоне | Обзоры | Испытания/Главные сюжеты                                                                | Гость(и)                                               | Дата премьеры | Зрители UK (млн) |
| ------- | ---------- | --- | --------------------------------------------------------------------------------------- | ------------------------------------------------------ | ------------- | ---------------- |
| 92      | 1          | «Ferrari 430 Scuderia»                                                                                     | Полицейские авто за £1000 • Austin Allegro — мировой рекорд по прыжкам задним ходом     | Алан Карр • Джастин Ли Коллинз                         | 22 июня 2008  | 6,72             |
| 93      | 2          | «Mitsubishi Lancer Evolution X • Subaru Impreza WRX STI • Audi RS6 • Mercedes-Benz CLK63 AMG Black Series» | Audi RS6 против французских лыжников MG Maestro — прыжок с моста                        | Руперт Пенри-Джонс • Питер Ферт                        | 29 июня 2008  | 5,21             |
| 94      | 3          | «Bentley Brooklands»                                                                                       | Alfa Romeo до £1000                                                                     | Джеймс Корден • Роб Брайдон                            | 6 июля 2008   | 5,78             |
| 95      | 4          | «Alfa Romeo 8C Competizione • Nissan GT-R»                                                                 | Nissan GT-R против японского суперскоростного поезда                                    | Фиона Брюс • Кейт Сильвертон                           | 13 июля 2008  | 5,70             |
| 96      | 5          | «Nissan GT-R»                                                                                              | Классические роскошные автомобили по цене нового Ford Mondeo • Охота на Daihatsu Terios | Питер Джонс • Тео Пафитис                              | 20 июля 2008  | 6,65             |
| 97      | 6          | «Gumpert Apollo • Mitsuoka Orochi • Mitsuoka Galue III»                                                    | Англичане (Top Gear) против немцев (D Motor)                                            | Джей Кей • Сабина Шмиц • Тим Шрик • Карстен ван Риссен | 27 июля 2008  | 5,59             |

### Двенадцатый сезон (2008)
| № общий | № в сезоне | Обзоры                                                          | Испытания/Главные сюжеты | Гость(и)                     | Дата премьеры   | Зрители UK (млн) |
| ------- | ---------- | --------------------------------------------------------------- | --- | ---------------------------- | --------------- | ---------------- |
| 98      | 1          | «Porsche 911 GT2 • Lamborghini Gallardo LP560-4»                | Состязание подержанных седельных тягачей | Майкл Паркинсон              | 2 ноября 2008   | 7,74             |
| 99      | 2          | «Abarth 500 Esseesse»                                           | Dodge Challenger SRT8, Chevrolet Corvette C6 ZR1, Cadillac CTS-V - дорожное путешествие в Америке                                                                                          | Уилл Янг                     | 9 ноября 2008   | 7,57             |
| 100     | 3          | «Toyota i-REAL»                                                 | Создание спорткара из подержанного Renault Avantime • Джеймс Мэй против Мики Хаккинена | Марк Уолберг • Мика Хаккинен | 16 ноября 2008  | 6,98             |
| 101     | 4          | «Pagani Zonda Roadster F • Bugatti Veyron»                      | Каждый из ведущих на одном баке топлива должен добраться из Швейцарии до городка Блэкпул в Англии, чтобы включить ежегодную световую иллюминацию                                           | Гарри Энфилд                 | 23 ноября 2008  | 7,15             |
| 102     | 5          | «Lexus IS F • BMW M3»                                           | Ричард Хаммонд отмечает 40-ю годовщину автомобиля Ferrari Daytona, устроив на ней гонку против Джеймса Мэйя на скоростном катере на побережье Италии и Франции • Гонка городских автобусов | Кевин МакКлауд • Том Чилтон  | 30 ноября 2008  | 7,51             |
| 103     | 6          | «Veritas RS III • Caterham Seven Superlight R500 • Ford Fiesta» | Делали ли коммунисты когда-либо хорошие машины? • Не такой обычный дорожный тест Ford Fiesta                                                                                               | Борис Джонсон                | 7 декабря 2008  | 7,33             |
| 104     | 7          | «Tesla Roadster • Honda FCX Clarity»                            | 50 лет британским кузовным гонкам: воспоминания и аварии • Каскадер Top Gear попробует побить рекорд Fifth Gear's по прыжкам на машине с кемпером • TG Awards 2008                         | сэр Том Джонс • Джей Кей     | 14 декабря 2008 | 7,54             |
| 105     | —          | «Отсутствуют – Вьетнам. Специальный выпуск»                     | Top Gear во Вьетнаме. Специальный выпуск | —                            | 28 декабря 2008 | 6,70             |

### Тринадцатый сезон (2009)
| № общий | № в сезоне | Обзоры                                                                    | Испытания/Главные сюжеты                                                                                       | Гость(и)                                     | Дата премьеры  | Зрители UK (млн) |
| ------- | ---------- | ------------------------------------------------------------------------- | --- | -------------------------------------------- | -------------- | ---------------- |
| 106     | 1          | «Lotus Evora»                                                             | Гонка конца 40х годов!                                                                                         | Михаэль Шумахер (замаскированный в Стига)    | 21 июня 2009   | 7,86             |
| 107     | 2          | «Lamborghini Murciélago LP 670-4 SV»                                      | Поиск идеального автомобиля для 17-летних за £2500                                                             | Стивен Фрай                                  | 28 июня 2009   | 7,00             |
| 108     | 3          | «Mercedes-Benz SL65 AMG Black Series»                                     | Джеймс встречается с американским водителем-трюкачом Кеном Блоком                                              | Майкл Макинтайр • Кен Блок • Рики Кармайкл   | 5 июля 2009    | 6,38             |
| 109     | 4          | «Ford Focus RS • Renault Mégane R26,R • Porsche Panamera»                 | Porsche Panamera против почтовой службы • Джереми за рулем Mitsubishi Lancer Evolution против Британской армии | Усэйн Болт                                   | 12 июля 2009   | 6,80             |
| 110     | 5          | «Jaguar XFR • BMW M5»                                                     | Заднеприводные купе ценой до £1500 • Ледовая гонка • План Джереми по спасению мира                             | Сиенна Миллер • Оливье Панис                 | 19 июля 2009   | 7,38             |
| 111     | 6          | «BMW Z4 sDrive35i • Nissan 370Z»                                          | Классические машины стоимостью £3000 для участия в ралли Испании                                               | Брайан Джонсон • Мэдисон Уэлш • Брайан Вилер | 26 июля 2009   | 7,69             |
| 112     | 7          | «Vauxhall VXR8 Bathurst • HSV Maloo • Audi S4 • Aston Martin V12 Vantage» | Джереми и Джеймс делают рекламу Volkswagen Scirocco не такой скучной                                           | Джей Лено                                    | 2 августа 2009 | 7,11             |

### Четырнадцатый сезон (2009–10)
| № общий | № в сезоне | Обзоры                                                                   | Испытания/Главные сюжеты | Гость(и)                                      | Дата премьеры   | Зрители UK (млн) |
| ------- | ---------- | ------------------------------------------------------------------------ | --- | --------------------------------------------- | --------------- | ---------------- |
| 113     | 1          | «BMW 760Li • Mercedes-Benz S63 AMG»                                      | В поисках знаменитого румынского Трансфэгэрашского шоссе на Aston Martin DBS Volante, Ferrari California и Lamborghini Gallardo Spyder LP 560-4 | Эрик Бана                                     | 15 ноября 2009  | 6,70             |
| 114     | 2          | «Audi R8 V10 • Chevrolet Corvette ZR1»                                   | Ведущие создают собственный электромобиль - Geoff, который был бы лучше чем G-Wiz                                                               | Майкл Шин                                     | 22 ноября 2009  | 6,48             |
| 115     | 3          | «Lamborghini Gallardo LP550-2 Valentino Balboni • Hawk HF3000»           | Джеймс Мэй ищет способ избавиться от домов на колесах • Какой автопроизводитель выпустил наибольшее количество великолепных авто?               | Крис Эванс                                    | 29 ноября 2009  | 6,51             |
| 116     | 4          | «BMW X5 M • Audi Q7 V12 TDI • Range Rover (2010MY) • Renault Twingo 133» | Ричард Хаммонд устраивает гонку на авто-технике, обслуживающей аэропорты.                                                                       | Гай Ричи • Росс Кемп                          | 6 декабря 2009  | 6,29             |
| 117     | 5          | «Noble M600»                                                             | Ведущие пытаются доказать, что автомобили могут быть популярнее традиционного искусства.                                                        | Дженсон Баттон • Дэвид Култхард • Руперт Маас | 20 декабря 2009 | 6,90             |
| 118     | —          | «Отсутствуют – Боливия. Специвльный выпуск»                              | Ведущие отправляются в Боливию, чтобы напомнить нам, что они по-прежнему умеют снимать искренний Top Gear.                                      | —                                             | 27 декабря 2009 | 7,45             |
| 119     | 7          | «Lexus LFA • BMW X6 • Vauxhall Insignia VXR»                             | Бюджетные обзоры автомобилей • Top Gear Awards 2009                                                                                             | Seasick Steve                                 | 3 января 2010   | 6,52             |

### Пятнадцатый сезон (2010)
| № общий | № в сезоне | Обзоры                                               | Испытания/Главные сюжеты | Гость(и)                                                                                               | Дата премьеры  | Зрители UK (млн) |
| ------- | ---------- | ---------------------------------------------------- | --- | --- | -------------- | ---------------- |
| 120     | 1          | «Bentley Continental Supersports»                    | Джеймс Мэй отправляется в Исландию покорять проснувшийся вулкан на Toyota Hilux • Ричард Хаммонд и Джереми Кларксон прощаются с Chevrolet Lacetti и представляют новое бюджетное авто Top Gear, устроив чаепитие на треке с приглашенными звездами. | Ник Робинсон • Эл Мюррей • Питер Джонс • Пета Тодд • Джонни Вон • Билл Бэйли • Луи Спенс • Эми Уильямс | 27 июня 2010   | 5,60             |
| 121     | 2          | «Porsche 911 Sport Classic • Porsche Boxster Spyder» | Автомобиль для семьи и для трека за 5000£. | Аластер Кэмпбелл                                                                                       | 4 июля 2010    | 6,60             |
| 122     | 3          | «Chevrolet Camaro SS • Mercedes-Benz E63 AMG»        | Ведущие тестируют Aston Martin Rapide, Porsche Panamera Turbo и Maserati Quattroporte GTS, пытаясь найти лучший в мире четырехдверный суперкар • Рубенс Баррикелло обгоняет Стига                                                                   | Руперт Гринт • Рубенс Баррикелло                                                                       | 11 июля 2010   | 4,58             |
| 123     | 4          | «Audi R8 V10 Spyder • Porsche 911 Turbo Cabriolet»   | Ведущие строят «крутые» дома на колесах, чтобы отправиться на выходные в юго-западные графства. | Энди Гарсиа • Лорен МакЭвой                                                                            | 18 июля 2010   | 7,05             |
| 124     | 5          | «Volkswagen Touareg • Bugatti Veyron Super Sport»    | Джеймс пытается побить свой текущий скоростной рекорд в новом Bugatti Veyron Super Sport • Джереми выясняет причины, по которым Айртон Сенна считается лучшим гонщиком его поколения.                                                               | Том Круз • Камерон Диас                                                                                | 25 июля 2010   | 7,48             |
| 125     | 6          | «Ferrari 458 Italia»                                 | Ведущие пытаются купить старый британский родстер за £5.000 | Джефф Голдблюм                                                                                         | 1 августа 2010 | 6,19             |

### Шестнадцатый сезон (2010–11)
| № общий | № в сезоне | Обзоры                                                          | Испытания/Главные сюжеты | Гость(и)                                                                                | Дата премьеры   | Зрители UK (млн) |
| ------- | ---------- | --------------------------------------------------------------- | --- | --------------------------------------------------------------------------------------- | --------------- | ---------------- |
| 126     | —          | «Отсутствуют - Восточное побережье. Специальный выпуск»         | Джереми, Ричард и Джеймс отправились в путешествие по восточному побережью Соединенных Штатов | Дэнни Бойл                                                                              | 21 декабря 2010 | 7,13             |
| 127     | —          | «Отсутствуют - Средний Восток. Специальный выпуск»              | Средний Восток. Специальный выпуск. Машины за 3500 фунтов. | —                                                                                       | 26 декабря 2010 | 7,68             |
| 128     | 1          | «Ariel Atom V8 • Škoda Yeti»                                    | Ричард изучает историю Porsche 911, Джеймс ездит на новой Ariel Atom V8, а Джереми тестирует Skoda Yeti | Джон Бишоп • Сиенна Миллер • Тифф Нидл                                                  | 23 января 2011  | 7,38             |
| 129     | 2          | «Ferrari 599 GTO»                                               | Англия против Австралии в соревнованиях по крикету | Борис Беккер • Джоди Кидд • Даррин Лайонс • Стив Пиццати • Ивен Пейдж • Шэйн Джейкобсон | 30 января 2011  | 7,31             |
| 130     | 3          | «Cosworth Impreza STI CS400 • Ford Focus RS500 • Volvo C30 PCP» | Команда направилась в Албанию для тестирования Rolls-Royce Ghost, Yugo Skala 55 и Mercedes S65 AMG, но также Джереми присматривается к хетчбэкам Ford Focus RS500, Subaru Impreza CS400 Cosworth и одноразовой Volvo C30 PCP. | Джонатан Росс                                                                           | 6 февраля 2011  | 7,33             |
| 131     | 4          | «Pagani Zonda R • Pagani Zonda Tricolore»                       | Парни покупают кабриолеты за £2000. | Саймон Пегг • Ник Фрост                                                                 | 13 февраля 2011 | 7,28             |
| 132     | 5          | «BMW M3 Competition Pack • Audi RS5»                            | Команда следует в Норвегию, чтобы доказать, что Британия может справиться со снегом. | Эмбер Херд                                                                              | 20 февраля 2011 | 6,87             |
| 133     | 6          | «Porsche 959 • Ferrari F40 • Jaguar XJ 5,0 V8 Supersport»       | Джеймс тестирует луноход 2, а Джереми бросает вызов Богу | Джон Прескотт                                                                           | 27 февраля 2011 | 6,53             |

### Семнадцатый сезон (2011)
| № общий | № в сезоне | Обзоры                                 | Испытания/Главные сюжеты | Гость(и)                                                        | Дата премьеры | Зрители UK (млн) |
| ------- | ---------- | -------------------------------------- | --- | --------------------------------------------------------------- | ------------- | ---------------- |
| 134     | 1          | «Marauder • BMW 1 Series M Coupe»      | Джереми отмечает 50 день рождения Jaguar E-Type за рулём современного экземпляра • Ричард отправляется в Южную Африку, чтобы проверить бо́льшую, ещё более суровую альтернативу известным Hummer • Джеймс встречается с Олимпийской чемпионкой по скелетону, Эми Уильямс и гоняется против неё в новом раллийном Mini. | Элис Купер • Эми Уильямс • Крис Мик                             | 26 июня 2011  | 6,22             |
| 135     | 2          | «Aston Martin Virage»                  | Команда путешествуют по Италии для тестирования хетчбэков - Кларксон на Citroen DS3 Racing, Хаммонд на Fiat 500C Abarth и Джеймс Мэй на Renaultsport Clio 200 Cup. | Росс Нобл • Флавио Бриаторе • Кристиан Хорнер • Берни Экклстоун | 3 июля 2011   | 5,72             |
| 136     | 3          | «McLaren MP4-12C • Range Rover Evoque» | Джереми Кларксон и Ричард Хаммонд ищут среди подержанных машин альтернативу самому дешевому авто Британии – Nissan Pixo • Джеймс Мэй испытывает новый Range Rover Evoque в Долине Смерти и в Лас-Вегасе. | Себастьян Феттель                                               | 10 июля 2011  | 6,55             |
| 137     | 4          | «Jaguar XKR-S • Nissan GT-R»           | Можно ли сделать путешествие на поезде увлекательным и дешевым? | Роуэн Аткинсон                                                  | 17 июля 2011  | 7,14             |
| 138     | 5          | «Lotus T125 • Jensen Interceptor»      | Джереми Кларксон тестирует обновленный Jensen Interceptor и Lotus T125 • Команда Top Gear использует всю возможную подержанную военную технику, чтобы снести ряд заброшенных домов (но предварительно пытаясь уничтожить кирпичный дом в Албании), и они должны сделать это быстрее, чем команда разрушителей домов.  | Боб Гелдоф                                                      | 24 июля 2011  | 6,13             |
| 139     | 6          | «Lamborghini Aventador»                | Джереми Кларксон и Джеймс Мэй отправляются на море на электрических автомобилях Nissan Leaf и Peugeot iOn и по пути останавливаются в Линкольне • Ричард Хаммонд и бывший Стиг Бен Коллинз проводят день с раллийной командой, созданной инвалидами войны в Афганистане.                                              | Луис Уолш • Race2Recovery Team • Бен Коллинс                    | 31 июля 2011  | 6,76             |

### Восемнадцатый сезон (2011–12)
| № общий | № в сезоне | Обзоры                                                                        | Испытания/Главные сюжеты | Гость(и)                                                                       | Дата премьеры   | Зрители UK (млн) |
| ------- | ---------- | ----------------------------------------------------------------------------- | --- | ------------------------------------------------------------------------------ | --------------- | ---------------- |
| 140     | —          | «Отсутствуют - Индия. Специальный выпуск»                                     | Ведущие отправляются в Индию для продвижения экономики Англии в Индии. Для путешествия покупают британские подержанные авто. | Дэвид Кэмерон (не указан в титрах)                                             | 28 декабря 2011 | 6,61             |
| 141     | 1          | «Отсутствуют»                                                                 | Джереми, Ричард и Джеймс устраивают забег суперкаров по Италии на Lamborghini Aventador, McLaren MP4-12C и Noble M600. | will.i.am                                                                      | 29 января 2012  | 6,21             |
| 142     | 2          | «Mercedes-Benz SLS AMG Roadster»                                              | Джереми и Джеймс едут в Пекин, чтобы взглянуть на постоянно расширяющийся автопром Китая • Ричард отправляется в Техас, чтобы рассказать о гонках NASCAR.                                                                                     | Мэтт Леблан • Джимми Джонсон • Джефф Гордон • Хуан Пабло Монтойя • Кайл Петти  | 5 февраля 2012  | 6,25             |
| 143     | 3          | «Vauxhall Corsa VXR Nürburgring • Fiat Panda»                                 | Джереми и Ричард снимают автомобильную погоню для фильма "Летучий отряд Скотланд-Ярда" | Райан Рейнольдс • Рэй Уинстон • Plan B • Ник Лав • Пол Андерсон • Кевин Майклс | 12 февраля 2012 | 6,16             |
| 144     | 4          | «Fisker Karma • Ferrari FF • Bentley Continental GT V8»                       | Джеймс Мэй отправляется во Флориду для теста гибридного Fisker Karma, где встречается с фронтменом AC/DC Брайаном Джонсоном и его Bentley 1928 года. Ведущие проектируют собственные моторизированные инвалидные кресла для жизни за городом. | Майкл Фассбендер • Борис Джонсон                                               | 19 февраля 2012 | 5,28             |
| 145     | 5          | «Maserati GranTurismo MC Stradale • Mercedes-Benz C63 AMG Coupe Black Series» | Джереми и Джеймс поминают марку Saab • Ричард соревнуется на раллийной Skoda Fabia против «человека-ракеты» | Мэтт Смит • Ив Росси • Тони Гардемайстер                                       | 26 февраля 2012 | 6,12             |
| 146     | 6          | «Bentley, Brutus "с авиадвигателем"»                                          | Джереми, Ричард и Джеймс выясняют на треке, какой облегченный автомобиль лучший - KTM X-Bow, Morgan Three Wheeler или Caterham R500 Super Light.                                                                                              | Алекс Джеймс                                                                   | 4 марта 2012    | 5,81             |
| 147     | 7          | «BMW M5»                                                                      | Джереми, Ричард и Джеймс решили выяснить, что дешевле: заниматься автоспортом или играть в гольф. | Слэш • Кими Райкконен • Крис Эванс                                             | 11 марта 2012   | 6,15             |

### Девятнадцатый сезон (2013)
| № общий | № в сезоне | Обзоры                                                                                                 | Испытания/Главные сюжеты | Гость(и) | Дата премьеры   | Зрители UK (млн) |
| ------- | ---------- | --- | --- | --- | --------------- | ---------------- |
| 148     | 1          | «Pagani Huayra • Bentley Continental GT Speed»                                                         | Джеймс использует Bentley не по назначению, а Джереми обозревает микрокар Р45 собственного производства. | Дамиан Льюис • Крис Мик • TАктёрский состав сериала Логово дракона (Тео Пафитис • Дункан Баннатин • Питер Джонс • Дебоа Миден) | 27 января 2013  | 6,65             |
| 149     | 2          | «Отсутствуют»                                                                                          | Джереми, Ричард и Джеймс отправились в путешествие из Лас-Вегаса к Мексиканской границе на Lexus LFA, Dodge Viper, Aston Martin Vanquish, устраивая по пути состязания.                                                                                      | Мик Флитвуд | 3 февраля 2013  | 6,42             |
| 150     | 3          | «Toyota GT86 / Subaru BRZ • Shelby Mustang GT500»                                                      | Хаммонд и Мэй на общественном транспорте участвуют в эпической гонке против Кларксона на Shelby Mustang GT500 от стадиона Wembley в Лондоне до Сан-Сиро в Милане.                                                                                            | Эми Макдональд | 10 февраля 2013 | 6,36             |
| 151     | 4          | «Mastretta MXT • Kia Cee'd • Ford Focus ST • Renault Megane RenaultSport Cup 265 • Vauxhall Astra VXR» | Джереми берет новую Kia cee’d для испытаний, включающих игру в регби с участием Джеймса, а Ричард тестирует Mastretta MXT в Мексике. | Льюис Хэмилтон • Мэтт Леблан • Эрик Клэптон • Брюс Уиллис                                                                      | 17 февраля 2013 | 5,39             |
| 152     | 5          | «Range Rover»                                                                                          | Джереми и Ричард разрабатывают автомобиль специально для пожилых людей и вместе с тремя пенсионерами тестируют его в Дорсете • Джеймс тестирует новый Range Rover в Лондоне, а затем отправляется в штат Невада для соревнования с военной машиной TerraMax. | Джеймс Макэвой | 24 февраля 2013 | 6,45             |
| 153     | —          | «Отсутствуют – Африка. Специальный выпуск: Часть 1»                                                    | Джереми, Джеймс и Ричард отправляются в Центральную Африку к истоку реки Нил. В ходе этой поездки они используют автомобили в кузове универсал. Часть 1. | — | 3 марта 2013    | 7,33             |
| 154     | —          | «Отсутствуют – Африка. Специальный выпуск: Часть 2»                                                    | Джереми, Джеймс и Ричард отправляются в Центральную Африку к истоку реки Нил. В ходе этой поездки они используют автомобили в кузове универсал. Часть 2. | — | 10 марта 2013   | 7,48             |

### Двадцатый сезон (2013)
| № общий | № в сезоне | Обзоры                                                                                             | Испытания/Главные сюжеты | Гость(и) | Дата премьеры  | Зрители UK (млн) |
| ------- | ---------- | -------------------------------------------------------------------------------------------------- | --- | --- | -------------- | ---------------- |
| 155     | 1          | «Renaultsport Clio 200 • Peugeot 208 GTi • Ford Fiesta ST»                                         | Джереми Кларксон и Джеймс Мэй сходятся в очередной гонке, начав свой путь на Восточном мысе до самой северной точки на Северном острове в Новой Зеландии • Также ведущие представляют своё новое Авто За Разумные Деньги Vauxhall Astra и устраивают чаепитие на обочине трассы Top Gear, пригласив несколько знаменитостей | Брайан Джонсон • Чарльз Дэнс • Уорик Дэвис • Джосс Стоун • Джимми Карр • Дэвид Хэй • Рэйчел Райли • Майк Резерфорд • сэр Бен Эйнсли | 30 июня 2013   | 5,55             |
| 156     | 2          | «Ferrari F12 Berlinetta • BAC Mono»                                                                | Джереми Кларксон тестирует сенсационные 730 лошадиных сил Ferrari F12 Berlinetta на широких просторах Шотландии • Ричард Хаммонд проводит разрушительную гонку, чтобы найти лучшее такси в мире • Джеймс Мэй дает прощальный аккорд центру телевидения BBC, пригласив мотоциклиста и пару паркурщиков. | Рон Ховард | 7 июля 2013    | 5,31             |
| 157     | 3          | «Отсутствуют»                                                                                      | Кларксон, Мэй и Хаммонд колесят по Испании на трех суперкарах-родстерах. | Бенедикт Камбербэтч | 14 июля 2013   | 4,83             |
| 158     | 4          | «Mercedes SLS AMG Black Series • Mercedes SLS AMG Electric Drive»                                  | Джереми Кларксон, Ричард Хаммонд и Джеймс Мэй пытаются помочь пострадавшим от наводнения областям Великобритании путём создания судна на воздушной подушке на базе Ford Transit. После не совсем гладкого начала, ведущие продемонстрируют их творение в полном блеске с помощью насыщенной поездки по реке Эйвон. | Хью Джекман | 21 июля 2013   | 5,36             |
| 159     | 5          | «Porsche 911 Carrera S • Singer 911 • Lamborghini Aventador Roadster • Lamborghini Sesto Elemento» | Джереми и Джеймс исследуют все более популярный тип кузова автомобиля, часто называемого "кроссовером". Отобрав из нескольких авто Mazda CX-5 и Volkswagen Tiguan, ведущие проводят пару дней в сцепке с домами на колесах • Между тем, Ричард Хаммонд отправляется в Италию тестировать пару свежих Lamborghini: сенсационный Aventador Roadster и 2000000 фунтовый Sesto Elemento с 570 лошадиными силами. Кроме того, Джеймс Мэй испытывает на треке современный Porsche 911 и ремейк старого. | Стивен Тайлер | 28 июля 2013   | 5,29             |
| 160     | 6          | «Range Rover Sport • New Routemaster • Jaguar F-Type»                                              | Джереми Кларксон управляет новым спорткаром Jaguar F-Type на самых прекрасных дорогах Великобритании • Джеймс Мэй презентует новый автобус для Лондона • Ричард Хаммонд тестирует новый Range Rover Sport на бездорожье в Чешире и на трассе Donington Park • Патриотически настроенные ведущие решают выяснить, как идут дела с производством автомобилей в Англии. Результатом является парад автотехники "Сделано в Британии" перед Букингемским дворцом.                                      | Марк Уэббер | 4 августа 2013 | 5,49             |

### Двадцать первый сезон (2014)
| № общий | № в сезоне | Обзоры                                                                                               | Испытания/Главные сюжеты | Гость(и)      | Дата премьеры   | Зрители UK (млн) |
| ------- | ---------- | --- | --- | ------------- | --------------- | ---------------- |
| 161     | 1          | «Отсутствуют»                                                                                        | Джереми Кларксон, Ричард Хаммонд и Джэймс Мэй прокатились на старых хот-хэтчах. | Хью Бонневиль | 2 февраля 2014  | 6,12             |
| 162     | 2          | «Alfa Romeo 4C • McLaren P1»                                                                         | [Джереми и Ричард устраивают гонку новой Alfa Romeo 4C против квадроцикла вокруг озера Комо в Италии • Джеймс Мэй посещает британскую военную базу Бастион в Афганистане                                                                                       | Том Хиддлстон | 9 февраля 2014  | 6,97             |
| 163     | 3          | «Zenvo ST1»                                                                                          | Джереми, Ричард и Джеймс отправляются в увлекательное путешествие на малолитражках по Украине. | Джеймс Блант  | 16 февраля 2014 | 6,87             |
| 164     | 4          | «Caterham 7 160 • Caterham 7 620R • Alfa Romeo Disco Volante by Touring • Mercedes Benz G63 AMG 6x6» | Выпуск в классическом стиле Top Gear: Джереми тестирует уникальный Alfa Romeo Disco Volante Touring на горных итальянских серпантинах • Ричард - уникальный Mercedes-Benz G63 6x6 в пустыне Руб-эль-Хали • Джеймс - пару свежих Caterham'ов на трассе Top Gear | Джек Уайтхолл | 23 февраля 2014 | 6,53             |
| 165     | 5          | «BMW M135i • VW Golf GTI Mk7 • Porsche 918 Spyder»                                                   | Джереми и Джеймс пытаются снять социальный ролик против езды по городу на велосипедах • Ричард тестирует новейший гибридный суперкар Porsche 918 Spyder на гоночной трассе Яс Марина в Абу-Даби.                                                               | Аарон Пол     | 2 марта 2014    | 5,64             |
| 166     | —          | «Отсутствуют – Бирма. Специальный выпуск: Часть 1»                                                   | Команда Top Gear отправляется в Бирма на трех подержанных грузовиках, купленных в интернете, чтобы построить мост через реку Кхвэяй. | —             | 9 марта 2014    | 6,29             |
| 167     | —          | «Отсутствуют – Бирма. Специальный выпуск: Часть 2»                                                   | Команда Top Gear отправляется в Бирму на трех подержанных грузовиках, купленных в интернете, чтобы построить мост через реку Кхвэяй. | —             | 16 марта 2014   | 7,01             |

### Двадцать второй сезон (2014–15)
| № общий | № в сезоне | Обзоры                                                         | Испытания/Главные сюжеты | Гость(и)                    | Дата премьеры   | Зрители UK (млн) |
| ------- | ---------- | -------------------------------------------------------------- | --- | --------------------------- | --------------- | ---------------- |
| 168     | —          | «Отсутствуют – Патагония. Спецвыпуск: Часть 1»                 | Джереми, Ричард и Джеймс выбирают спорткары с V8 и отправляются в 1600 мильное путешествие по Патагонии, где по прибытии они должны построить футбольное поле для состязания с командой Аргентины.                                              | —                           | 27 декабря 2014 | 7,21             |
| 169     | —          | «Отсутствуют – Патагония. Спецвыпуск: Часть 2»                 | Джереми, Ричард и Джеймс выбирают спорткары с V8 и отправляются в 1600 мильное путешествие по Патагонии, где по прибытии они должны построить футбольное поле для состязания с командой Аргентины.                                              | —                           | 28 декабря 2014 | 7,38             |
| 170     | 1          | «Lamborghini Huracán • Renault Twizy»                          | Гонка автомобиля, велосипеда, общественного транспорта и воздушного судна по Санкт-Петербургу • Ричард Хаммонд протестирует новый Lamborghini Huracan на тестовом треке.                                                                        | Эд Ширан                    | 25 января 2015  | 6,41             |
| 171     | 2          | «Отсутствуют»                                                  | Парни отправляются в Австралию на трёх очаровательных автомобилях. Джереми на BMW M6, Ричард на Bentley Continental GT, а Джеймс на новеньком Nissan GT-R • Продюсеры дали ведущим задание загнать на ферму стадо из трёх тысяч коров           | Кифер Сазерленд             | 1 февраля 2015  | 6,56             |
| 172     | 3          | «Отсутствуют»                                                  | Ведущие строят автомобили скорой помощи. | Даниэль Риккардо            | 8 февраля 2015  | 6,14             |
| 173     | 4          | «Mercedes-AMG GT S • BMW M3 • BMW i8»                          | Джереми Кларксон тестирует обновленный BMW M3 и новый гибрид BMW i8 • Ричард отдает дань уважения легендарному Land Rover Defender • Джеймс рассказывает про новый 503 сильный Mercedes-AMG GT.                                                 | Марго Робби • Уилл Смит     | 15 февраля 2015 | 6,24             |
| 174     | 5          | «Chevrolet Corvette Stingray • Porsche Cayman GTS • LaFerrari» | Джереми и Джеймс поведают историю Peugeot • Ричард сравнивает Porsche Cayman GTS и новый Chevrolet Corvette Stingray • Джеймс прокатится в Италии на долгожданном LaFerrari.                                                                    | Олли Мёрс                   | 22 февраля 2015 | 6,04             |
| 175     | 6          | «Lexus RC F • Lexus LFA»                                       | Джереми тестирует новое купе RC F от Lexus • в заснеженных горах Канады Джереми и Джеймс на двух американский пикапах спасают Ричарда | Джиллиан Андерсон           | 1 марта 2015    | 6,15             |
| 176     | 7          | «Jaguar F-Type R • Eagle Low Drag GT • Mazda MX-5»             | Джереми покажет дух классических Jaguar , дорогой и редкий Eagle Low Drag GT и купе Jaguar F-Type • Ричард на новом спорткаре Mazda MX-5 • Джеймс в качестве пилота ралли-кросс выступает против ведущего Top Gear USA.                         | Николас Холт • Таннер Фауст | 8 марта 2015    | 5,84             |
| 177     | 8          | «Отсутствуют»                                                  | Поиск дешевого автомобиль, до сих пор соответствующего званию классики: (Fiat 124 Spider • Peugeot 304 S Cabriolet • MGB GT) • Спортивный внедорожник менее чем за £250: (Vauxhall Frontera Sport RS • Mitsubishi Shogun Pinin • Jeep Cherokee) | —                           | 28 июня 2015    | 6,92             |

### Специальные выпуски (2015)
| № общий | № в сезоне | Название             | Испытания/Главные сюжеты | Дата премьеры   | Зрители UK (млн) |
| ------- | ---------- | -------------------- | --- | --------------- | ---------------- |
| 178     | 1          | «От А до Я: часть 1» | Первая часть спецвыпуска, которая содержит в себе самые смешные, интересные, впечатляющие, трогательные моменты в Top Gear за последние 13 лет работы Джереми, Ричарда и Джеймса, а также материалы, которые не были показаны по ТВ | 26 декабря 2015 | 1,91             |
| 179     | 2          | «От А до Я: часть 2» | Вторая часть спецвыпуска, которая содержит в себе самые смешные, интересные, впечатляющие, трогательные моменты в Top Gear за последние 13 лет работы Джереми, Ричарда и Джеймса, а также материалы, которые не были показаны по ТВ | 30 декабря 2015 | 1,67             |

### Двадцать третий сезон (2016)
| № общий | № в сезоне | Обзоры                                                                              | Испытания/Главные сюжеты | Гость(и) | Дата премьеры | Зрители UK (млн) |
| ------- | ---------- | ----------------------------------------------------------------------------------- | --- | --- | ------------- | ---------------- |
| 180     | 1          | «Ariel Nomad • Chevrolet Corvette Z06 • Dodge Viper ACR»                            | Англия против США (Reliant Rialto • Land Rover Mk1 • Willys Jeep)                                                                | Джесси Айзенберг • Гордон Рамзи • Алистер Браунли • Джонатан Браунли                                            | 29 мая 2016   | 6,42             |
| 181     | 2          | «McLaren 675LT»                                                                     | Лучшие SUV: (Jaguar F-Pace • Porsche Macan • Mercedes-Benz GLC)                                                                  | Дженсон Баттон • Дэмиэн Льюис • Seasick Steve • Тайни Темпа • Шарлин Спитери                                    | 5 июня 2016   | 4,06             |
| 182     | 3          | «Audi R8 • Ferrari F12 TDF • Ford Focus RS • Honda Civic Type R • Mercedes AMG A45» | Поездка по Лондону с Кеном Блоком                                                                                                | Кен Блок • Энтони Джошуа • Кевин Харт                                                                           | 12 июня 2016  | 3,44             |
| 183     | 4          | «Tesla Model X • Aston Martin Vulcan»                                               | Поездка в Венецию - бюджетные машины против поезда: (Jaguar XJ Exec • Honda Gold Wing • Audi A8)                                 | Даррен Тернер • Том Керридж • Том Китчин • Олли Даббу • Оливер Пэйтон • Индия Фишер • Беар Гриллс • Брайан Кокс | 19 июня 2016  | 3,22             |
| 184     | 5          | «BMW M2 • Zenos E10 S • Rolls-Royce Dawn • Jaguar F-Type SVR»                       | Старый против нового. Битва Rolls-Royce: (Rolls-Royce Corniche • Rolls Royce Dawn) • Доставка на шоу Geneva Motor Show F-Type SV | Дженнифер Сондерс • Пол Голливуд • Норман Дьюис                                                                 | 26 июня 2016  | 3,57             |
| 185     | 6          | «Ford Mustang GT • Ford Mustang EcoBoost • Honda NSX • Porsche 911 R»               | Классические автомобили с современными технологиями (Aston Martin DB5 • Eagle E-Type • MGB Roadster)                             | Патрик Демпси • Грег Дэвис                                                                                      | 3 июля 2016   | 2,64             |

### Двадцать четвёртый сезон (2017)
| № общий | № в сезоне | Обзоры                                                                    | Испытания/Главные сюжеты                                                                                 | Гость(и)       | Дата премьеры  | Зрители UK (млн) |
| ------- | ---------- | ------------------------------------------------------------------------- | --- | -------------- | -------------- | ---------------- |
| 186     | 1          | «Ferrari FXX-K»                                                           | Гонка по Казахстану на трех старых автомобилях: (Volvo V70 • Mercedes-Benz E-Class (W210) • Black Cab)   | Джеймс Макэвой | 5 марта 2017   | 3,77             |
| 187     | 2          | «Alfa Romeo Giulia Quadrifoglio»                                          | Автопутешествие по США на двух кабриолетах: (Porsche 911 Turbo S Cabriolet • Lamborghini Huracán Spyder) | Дэвид Теннант  | 12 марта 2017  | 3,60             |
| 188     | 3          | «Aston Martin DB11 • Volkswagen Golf GTI Clubsport S • Abarth 124 Spider» | Клуб S: «Гонка на суперкарах» на Нюрбургринге                                                            | Тэмзин Грег    | 19 марта 2017  | 3,13             |
| 189     | 4          | «Bugatti Chiron • Renault Twingo GT»                                      | Эпическая гонка через Аравийский полуостров: Широн против альтернативного транспорта • Аркадная игра     | Тайни Темпа    | 26 марта 2017  | 3,17             |
| 190     | 5          | «Ford GT»                                                                 | Экстремальная гонка на багги в пустыне Калифорнии                                                        | Крис Хой       | 2 апреля 2017  | 3,27             |
| 191     | 6          | «Mercedes-AMG GT R»                                                       | Автопутешествие по Кубе на подержанных спортивных автомобилях: (Maserati Biturbo • Chevrolet Camaro)     | Росс Ноубл     | 16 апреля 2017 | 2,40             |
| 192     | 7          | «Porsche 718 Cayman S • Avtoros Shaman»                                   | Переделка SsangYong Rodius в яхту                                                                        | Джей Кей       | 23 апреля 2017 | 2,69             |

### Двадцать пятый сезон (2018)
| № общий | № в сезоне | Обзоры                                                     | Испытания/Главные сюжеты | Гость(и)               | Дата премьеры   | Зрители UK (млн) |
| ------- | ---------- | ---------------------------------------------------------- | --- | ---------------------- | --------------- | ---------------- |
| 193     | 1          | «Отсутствуют»                                              | Поездка по дикому западу штата Юта на спортивных автомобилях с V8: (Hennessey Ford Shelby Mustang GT350 R • Jaguar F-Type SVR • McLaren 570GT) | Роб Брайдон • Кен Блок | 25 февраля 2018 | 3,50             |
| 194     | 2          | «McLaren 720S»                                             | 720S v. McLaren P1 • Внедорожники для охоты на Бигфута • Гонка задом наперёд                                                                   | Ли Мак                 | 4 марта 2018    | 3,04             |
| 195     | 3          | «Lexus LC500 • Honda Civic Type R»                         | Подержанные спортивные машины (Nissan Skyline GTT • Mazda RX-7) • Автомобильная культура Японии                                                | —                      | 11 марта 2018   | 2,93             |
| 196     | 4          | «Dodge Challenger Demon • Kia Stinger GT-S • Hyundai i30N» | Дань уважения Харриса автомобилю Citroen 2CV                                                                                                   | Дара О'Бриэн • Эд Бирн | 18 марта 2018   | 3,26             |
| 197     | 5          | «Ferrari 812 Superfast • Chevrolet Camaro ZL1 1LE»         | Создание самого быстрого в мире трактора | Вики Макклюр           | 25 марта 2018   | 2,97             |
| 198     | 6          | «Alpine A110»                                              | Лучший современный SUV: (Alfa Romeo Stelvio • Range Rover Velar • Volvo XC60)                                                                  | Джейсон Мэнфорд        | 1 апреля 2018   | 2,97             |

### Двадцать шестой сезон (2019)
| № общий | № в сезоне | Обзоры                                                               | Испытания/Главные сюжеты | Гость(и)        | Дата премьеры   | Зрители UK (млн) |
| ------- | ---------- | -------------------------------------------------------------------- | --- | --------------- | --------------- | ---------------- |
| 199     | 1          | «Suzuki Ignis»                                                       | Гонка в Норвегии: (Porsche Panamera Turbo Sport Turismo • Ferrari GTC4Lusso) • Ignis против Fiat Panda Cross на Гурлет Хилл | Джеймс Марсден  | 17 февраля 2019 | 2,61             |
| 200     | 2          | «BMW M5 • Mercedes-Benz E63 AMG S»                                   | Путешествие на тук-туке по дорогам Шри Ланки                                                                                | Professor Green | 24 февраля 2019 | 2,27             |
| 201     | 3          | «Bentley Continental GT • Mégane Renault Sport • Porsche 911 GT2 RS» | Continental GT против Speed 8                                                                                               | Грегори Портер  | 3 марта 2019    | 2,28             |
| 202     | 4          | «Отсутствуют»                                                        | Соревнование поддержанных автомобилей класса Люкс: (Rolls-Royce Silver Shadow • Mercedes-Benz 600SEL • Bentley Turbo R)     | Мэтт Бэйкер     | 10 марта 2019   | 2,20             |
| 203     | 5          | «Aston Martin V8 Vantage • Rolls-Royce Phantom • Ford Fiesta ST»     | Fiesta ST против Lamborghini Aventador S • Тестирование автоматического торможения                                          | Стивен Мэнгэн   | 17 марта 2019   | 2,40             |

### Двадцать седьмой сезон (2019)
| № общий | № в сезоне | Обзоры                              | Испытания/Главные сюжеты                                                                     | Гость(и)                                              | Дата премьеры | Зрители UK (млн) |
| ------- | ---------- | ----------------------------------- | -------------------------------------------------------------------------------------------- | ----------------------------------------------------- | ------------- | ---------------- |
| 204     | 1          | «Ferrari 488 Pista • McLaren 600LT» | Путешествие по Эфиопии на первых машинах ведущих: (Mini • Porsche Boxster• Ford Escort Mk2 ) | —                                                     | 16 июня 2019  | 4,81             |
| 205     | 2          | «Tesla Model 3»                     | Постройка бюджетных спортивных электромашин (Triumph Spitfire • Subaru BRAT• Nissan LEAF )   | Дэнни Бойл • Химеш Патель                             | 23 июня 2019  | 4,64             |
| 206     | 3          | «Dallara Stradale»                  | Переделка катафалка Daimler в полноценную семейную машину                                    | Деймон Хилл • Зара Тиндалл • Майк Тиндалл             | 30 июня 2019  | 4,44             |
| 207     | 4          | «Rolls-Royce Cullinan»              | Путешествие редких дешевых машин по Борнео (Austin Allegro • Matra Bagheera)                 | Боб Мортимер                                          | 7 июля 2019   | 4,63             |
| 208     | 5          | «Toyota Supra»                      | Путешествие по бездорожью в Исландии • Дань уважения Lotus 79                                | Уилл Янг • Питер Райт • Марио Андретти • Клайв Чепмен | 14 июля 2019  | 3,77             |

### Двадцать восьмой сезон (2019–20)
| № общий | № в сезоне | Обзоры                                                                              | Испытания/Главные сюжеты | Гость(и)                                                 | Дата премьеры   | Зрители UK (млн) |
| ------- | ---------- | ----------------------------------------------------------------------------------- | --- | -------------------------------------------------------- | --------------- | ---------------- |
| 209     | —          | «Отсутствуют – Непал. Специальный выпуск»                                           | Путешествие из Катманду в Ло-Мантанг: (Peugeot 106 Rallye • Renault 4 • Hulas Mustang)                                            | —                                                        | 29 декабря 2019 | 3,72             |
| 210     | 1          | «Ariel Atom 4»                                                                      | Лучшие кабриолеты меньше чем за £600 (Ford Escort Cabriolet • Mercedes-Benz SLK • Chrysler LeBaron) • Банджи-джампинг Rover Metro | —                                                        | 26 января 2020  | 5,22             |
| 211     | 2          | «McLaren Speedtail»                                                                 | Постройка дешевого внедорожника для соревнования с Land Rover Defender • McLaren Speedtail против F-35B                           | Рамеш Ранганатхан                                        | 2 февраля 2020  | 4,90             |
| 212     | 3          | «Porsche Taycan»                                                                    | Американские машины в Перу (Pontiac Firebird • DodgeDart • Volkswagen Campervan •Oldsmobile Cutlass)                              | —                                                        | 9 февраля 2020  | 5,24             |
| 213     | 4          | «Renault Mégane RS Trophy R • Porsche 718 Cayman GT4 • Lamborghini Gallardo Spyder» | Гонка на Baja 1000 | Эмилия Фокс • Лоуренс Фокс                               | 16 февраля 2020 | 4,45             |
| 214     | 5          | «Volkswagen I,D, R»                                                                 | Лучшие экзотические европейские спортивные машины (Ferrari Portofino• Porsche 911 Carrera S• Aston Martin V8 Vantage )            | KSI • Деймон Хилл                                        | 23 февраля 2020 | 5,11             |
| 215     | 6          | «BMW M8»                                                                            | Дань уважения Колину Макрею • Быстрейшая служба экстренной помощи                                                                 | Том Аллен • Джимми Макрей • Дэвид Ричардс • Карлос Сайнс | 1 марта 2020    | 4,68             |

### Двадцать девятый сезон (2020)
| № общий | № в сезоне | Обзоры                                       | Испытания/Главные сюжеты | Дата премьеры   | Зрители UK (млн) |
| ------- | ---------- | -------------------------------------------- | --- | --------------- | ---------------- |
| 216     | 1          | «Ferrari SF90 Stradale»                      | Лучший салон для нахождения в нем в течение суток: (Volvo S60 • Tesla Model 3 • BMW 3) | 4 октября 2020  | 5,40             |
| 217     | 2          | «Отсутствуют»                                | Лучшие оригинальные суперкары cj crjhjcnm. 200м/ч(Jaguar XJ220 • Lamborghini Diablo• Ferrari F40 ) • Списание страховых полисов (Maserati Quattroporte • Porsche Cayman S • Ford Focus RS )         | 11 октября 2020 | 5,05             |
| 218     | 3          | «Lamborghini Urus • Audi RS6»                | Дешевые автомобили из проката на Кипре (Suzuki Jimny • Ford Focus CC • Kia Picanto) | 18 октября 2020 | 6,04             |
| 219     | 4          | «Отсутствуют»                                | Лучшие новые британские машины (McLaren GT • Aston Martin DBX • Bentley Flying Spur ) • Посвящение Стирлингу Моссу (McLaren GT • Aston Martin DBX • Bentley Flying Spur) • Tribute to Stirling Moss | 25 октября 2020 | 5,85             |
| 220     | 5          | «Mini Electric • Vauxhall Corsa-e • Honda e» | Постройка электрического фургона с мороженым | 1 ноября 2020   | 6,06             |

### Тридцатый сезон (2021)
| № общий | № в сезоне | Обзоры                            | Испытания/Главные сюжеты | Дата премьеры | Зрители UK (млн) |
| ------- | ---------- | --------------------------------- | --- | ------------- | ---------------- |
| 221     | 1          | «Lamborghini Sián FKP 37»         | Поддержанные машины отцов в Озёрном крае: (Ford Cortina • BMW 3 • Ford Fiesta)                                                                                                 | 14 марта 2021 | 6,33             |
| 222     | 2          | «Ferrari Roma • Alfaholics GTA-R» | Бюджетные машины Джеймса Бонда: (Sunbeam Alpine • Alfa Romeo GTV6• Renault 11 • Lotus Esprit• Toyota 2000GT • Aston Martin DB5) • Spark ODYSSEY 21 против человека на джетпаке | 21 марта 2021 | 7,03             |
| 223     | 3          | «Отсутствуют»                     | внедорожники в Северо-Шотландском нагорье (Ariel Nomad R • Land Rover Defender • Mercedes-AMG G63)                                                                             | 28 марта 2021 | 6,30             |
| 224     | 4          | «Toyota GR Yaris»                 | Поддержанные машины для кризиса среднего возраста: (TVR Chimaera • Vauxhall Monaro • Ferrari F355/Toyota MR2 Kit car )                                                         | 4 апреля 2021 | 6,00             |

### Тридцать первый сезон (2021)
| № общий | № в сезоне | Обзоры                                                         | Испытания/Главные сюжеты | Дата премьеры   | Зрители UK (млн) |
| ------- | ---------- | -------------------------------------------------------------- | --- | --------------- | ---------------- |
| 225     | 1          | «Отсутствуют»                                                  | Соревнование на гоночных машинах, вдохновлёнными Формиулой-1 на Гран-при Великобритании (McLaren 765LT • Alfa Romeo Giulia GTAm • Aston Martin Vantage F1 Edition) • Дань уважения Эдди Кидду | 14 ноября 2021  | 6,22             |
| 226     | 2          | «Lamborghini Huracán STO»                                      | Футуристические автоприцепы с Электро SUVами (Audi e-Tron Sportback • Mercedes-Benz EQC • Polestar 2)                                                                                         | 21 ноября 2021  | 5,85             |
| 227     | 3          | «Chevrolet Corvette»                                           | Ралли-экспедиция по Исландии на подержанных британских автомобилях(Vauxhall Chevette • Rolls-Royce Silver Shadow • Range Rover • Ford F-150 Arctic Trucks)                                    | 28 ноября 2021  | 6,14             |
| 228     | 4          | «Aston Martin Victor»                                          | Флинтофф становится квалифицированным автогонщиком • История DMC DeLorean | 5 декабря 2021  | 5,63             |
| 229     | 5          | «Отсутствуют»                                                  | Старые машины для новых водителей (Lada Niva • MGB GT • Volkswagen Beetle) • Tribute to the Lamborghini Miura                                                                                 | 12 декабря 2021 | 6,30             |
| 230     | –          | «Отсутствуют – Поездка домой на Рождество. Специальный выпуск» | Поездка из Вифлеема (Уэльс) до Трассы Top Gear (Citroen BX 4x4 GTi • Ford Escort XR3i • Range Rover)                                                                                          | 24 декабря 2021 | 4,15             |

### Тридцать второй сезон (2022)
| № общий | № в сезоне | Обзоры                            | Испытания/Главные сюжеты | Дата премьеры | Зрители UK (млн) |
| ------- | ---------- | --------------------------------- | --- | ------------- | ---------------- |
| 231     | 1          | «Отсутствуют»                     | Путешествие на гоночных автомобилях по Флориде | 5 июня 2022   | 4,45             |
| 232     | 2          | «Отсутствуют»                     | Классические будущие машины копов на ТВ(Ford Gran Torino • Ferrari 308 GTS • Jaguar Mark 2 • Dodge Charger SRT Hellcat Widebody • Ford F-150 Raptor • Audi RS 3) • Переделка Sinclair C5 в сани для Бобслея | 12 июня 2022  | 3,86             |
| 233     | 3          | «Lotus Emira»                     | Ведущие становятся водителями тяжёлых грузовых автомобилей(Scania 770S • Mercedes-Benz Actros• DAF XG+) | 19 июня 2022  | 4,09             |
| 234     | 4          | «Maserati MC20 • Rivian R1T»      | Надёжные подержанные машины дешевле £500 (Mini Cooper • Volvo V70 • Mercedes C220 CDI • Honda Civic • Toyota Celica • Mazda 323F)                                                                           | 26 июня 2022  | 3,96             |
| 235     | 5          | «Ford Puma ST • Ford Puma Rally1» | Гоночные автомобили 1920-х годов• История машин BMW M • Будущее топлива | 3 июля 2022   | 3,30             |

### Тридцать третий сезон (2022)
| № общий | № в сезоне | Обзоры                                 | Испытания/Главные сюжеты | Дата премьеры   | Зрители UK (млн) |
| ------- | ---------- | -------------------------------------- | --- | --------------- | ---------------- |
| 236     | 1          | «Rimac Nevera»                         | Путешествие по Таиланду на старых пикапах (Toyota Hilux • Isuzu D-Max • BMW E30) | 30 октября 2022 | 4,86             |
| 237     | 2          | «Отсутствуют»                          | Суперкары на немецком автобане (Ferrari 296 GTB • Porsche Cayman GT4 RS • Pagani Huayra Roadster BC) • Охота за сокровищем в Париже на мотоколясках (Citroen Ami • Carver • City Transformer) | 6 ноября 2022   | 4,49             |
| 238     | 3          | «Mercedes-AMG ONE • Range Rover»       | Гонка на серийнх автомобилях F1 | 13 ноября 2022  | 4,57             |
| 239     | 4          | «Honda Civic Type-R • Peugeot 205 GTI» | Команда Top Gear на кубке GT | 20 ноября 2022  | 4,40             |
| 240     | 5          | «Ferrari Daytona SP3»                  | Лучший фургон дешевле чем за £300 (Ford Transit • Vauxhall Astra • Volkswagen Caddy) • Лучший для покупки сегодня семейный автомобиль                                                         | 18 декабря 2022 | 3,59             |